# Alan Skidmore
Alan Richard James Skidmore, né le 21 avril 1942 à Londres, est un saxophoniste ténor de jazz et le fils du saxophoniste Jimmy Skidmore.

## Historique
Skidmore a commencé sa carrière professionnelle à 16 ans et, au début de sa carrière, il a fait une tournée avec le comédien Tony Hancock. Au milieu des années 1960, il travaille avec les Bluesbreakers de John Mayall et le groupe de Ronnie Scott. Dans les années 1970, il faisait partie du groupe de jazz de Keith Tippett Centipede et a collaboré avec Soft Machine, The Nice, Graham Collier, Brotherhood of Breath, Mike Gibbs, Elton Dean, Kate Bush et Curved Air. Il a travaillé avec Chick Corea, Alexis Korner, Georgie Fame et Van Morrison. En 1977, il fait partie du quatuor de jazz d'avant-garde de Lala Kovačev, European Jazz Consensus, avec Gerd Dudek et Adelhard Roidinger. Le groupe sort deux albums la même année intitulés Four for Slavia et Morning Rise.
Son premier album solo, Once Upon a Time, date de 1969. Ce disque est fortement influencé par John Coltrane, ainsi que d'autres, notamment Tribute to Trane en 1988 et After the Rain en 1998. Ce dernier est composé d’arrangements orchestraux d'airs enregistrés (et certains d'entre eux écrits) par Coltrane. En 1973, il fonde l'ensemble de tous les saxophones S.O.S. avec John Surman et Mike Osborne. À la fin du régime d'apartheid, il se rend en Afrique du Sud pour enregistrer avec des musiciens du groupe de percussion Amampondo, dont le pianiste Simpiwe Matole, jouant du jazz moderne sur une texture de percussions et de chants africains.

## Discographie

### Solo
- 1969 : Once Upon a Time
- 1970 : TCB (1970)
- 1972 : Jazz in Britain '68–69
- 1975 :  SOS
- 1978 : El Skid (1978)
- 1988 : Tribute to Trane
- 1992 : From East to West
- 1998 : After the Rain

### The Nice
- 1970 : Five Bridges - Avec Keith Emerson, Lee Jackson et Brian Davison

### Graham Collier
- 1970 : Songs for My Father - Avec Alan Wakeman

### Michael Gibbs
- 1970 : Michael Gibbs - Avec Jack Bruce, Chris Spedding, John Marshall, Frank Ricotti, Ray Warleigh, Henry Lowther, Kenny Wheeler, etc.
- 1971 : Tanglewood 63
- 1975 : Directs The Only Chrome-Waterfall Orchestra - Avec le guitariste Philip Catherine

### Centipede
- 1971 : Septober Energy - Produit par Robert Fripp, avec entre autres Marc Charig, Elton Dean, Ian McDonald, Gary Windo, Karl Jenkins, Nick Evans, John Marshall, Robert Wyatt, Julie Tippetts, Boz Burrell, Roy Babbington et bien sûr Keith Tippett au piano et à la direction musicale.

### Soft Machine
- 1971 : Fourth

### Chris McGregor's Brotherhood Of Breath
- 1971 : Chris McGregor's Brotherhood Of Breath - Avec Harry Miller, Marc Charig, Mongezi Feza, Nick Evans, etc.
- 1972 : Brotherhood
- 2004 : Bremen To Bridgwater
- 2008 : Eclipse At Dawn

### Curved Air
- 1976 : Airborne - Avec Darryl Way, Robin Lumley, Henry Lowther, Frank Ricotti, Stewart Copeland, etc. Alan joue sur Hot & Bothered.

### Elton Dean, Alan Skidmore, Chris Laurence, John Marshall
- 1977 : El Skid

### Kate Bush
- 1978 : The Kick Inside - Avec Ian Bairnson, Duncan Mackay, Andrew Powell, David Paton, Barry DeSouza, Stuart Elliott, etc. Alan au saxophone sur la bien nommée The Saxophone Song.

### Amampondo
- 2001 : The Call
- 2003 : Ubizo